# Izvorul din satul Codreni
Izvorul din satul Codreni este un monument al naturii de tip hidrologic în raionul Ocnița, Republica Moldova. Este amplasat la vest de biserica din satul Codreni. Ocupă o suprafață de 1 ha, sau 0,56 ha conform unor aprecieri recente. Obiectul este administrat de Primăria comunei Vălcineț.

## Descriere
Izvorul este amplasat în lunca unui pârâiaș, afluent al Nistrului. Este amenajat ca un bazin de apă, cu pereții construiți din piatră și beton. Este lipsit de un punct de colectare a apei pentru consum potabil. Era asigurat în trecut cu o stație de pompare a apei, care livra apă în sat; acum aceasta este deteriorată.
Este un izvor cu apă rece, oligomineral după gradul de mineralizare și descendent de strat din punct de vedere geologic. După compoziția chimică este un izvor cu apă hidrocarbonat-sulfatată–sodiu-magneziu-calcică (HCO3 – SO4; Na – Mg – Ca). Apa este potabilă, fără miros, incoloră, neutră (pH 7,6) și nepoluată cu nitrați (25 mg/l, adică 50% din concentrația maxim admisă).

## Statut de protecție

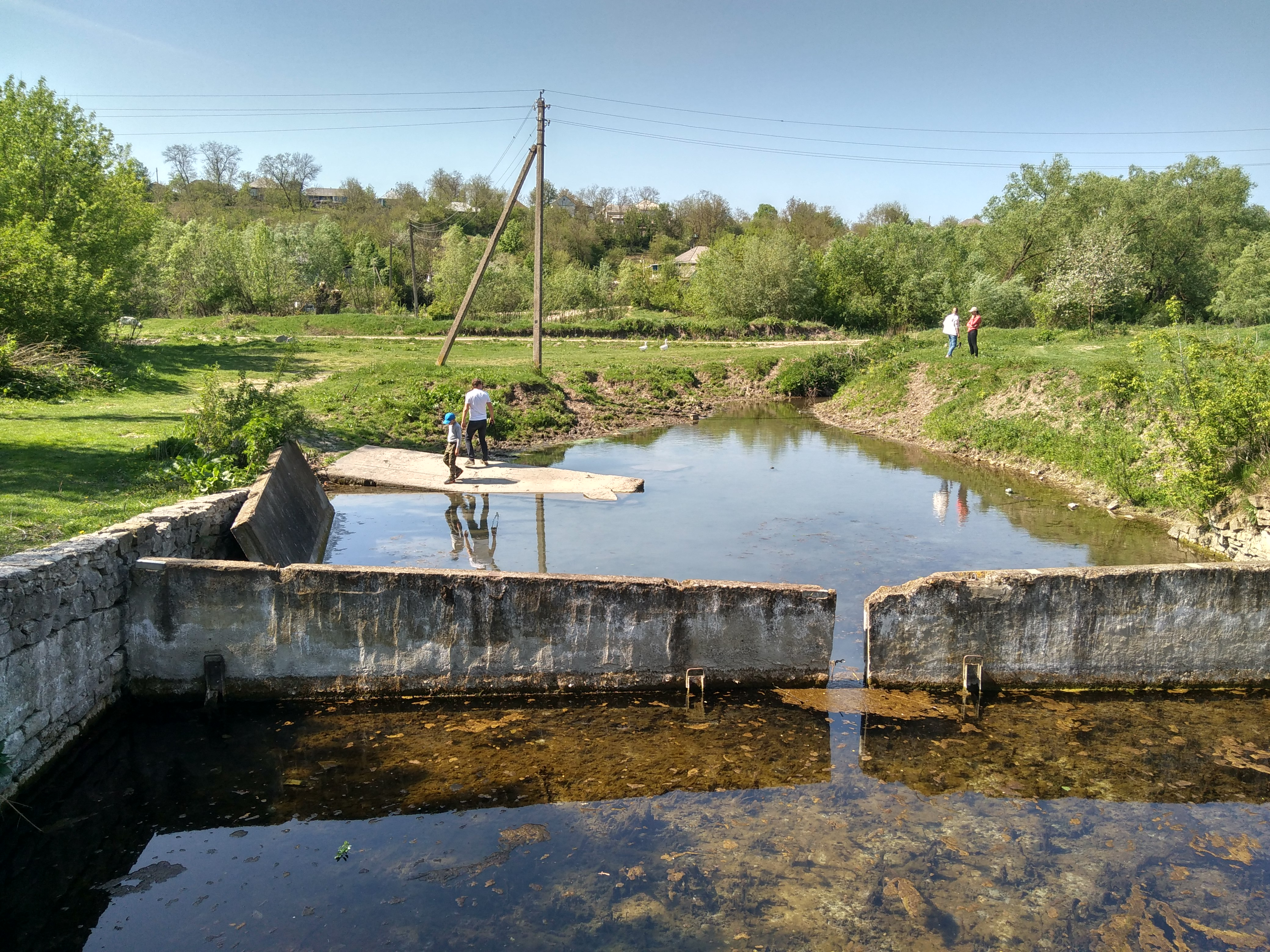
Pereții din piatră și beton sunt într-o stare deplorabilă

Izvorul este un obiect hidrologic de valoare națională, cu debit mare, de 30 l/min. Este principala sursă de apă pentru locuitorii unei mahalale din sat, fiind utilizată inclusiv la irigare. Izvorul și lunca alăturată prezintă o valoare recreațională parțială.
Din 1998, conform Legii nr. 1538 privind fondul ariior naturale protejate de stat, izvorul are statut de monument al naturii. În anexele legii, se atestă că acesta aparținea Întreprinderii Agricole „Rodina”. Între timp, izvorul a trecut în proprietatea Primăriei comunei Vălcineț, de care aparține satul.
Împrejurimile reprezintă un teren deschis stepizat cu pâlcuri de pădure. Uneori se pot semnala pășunatul și adăpatul animalelor, depozitarea gunoiului menajer și de grajd. Pentru ameliorarea situației ecologice, este recomandată înverzirea terenului adiacent (în special în aval de izvor) și instalarea unui panou informativ. Este necesară efectuarea unor lucrări de reparație a rezervorului și a pereților săi, dar și repunerea în funcțiune a stației de pompare. De asemenea, este indicat să fie amenajat canalul de scurgere a apei și să fie montat un uluc.

## Galerie de imagini

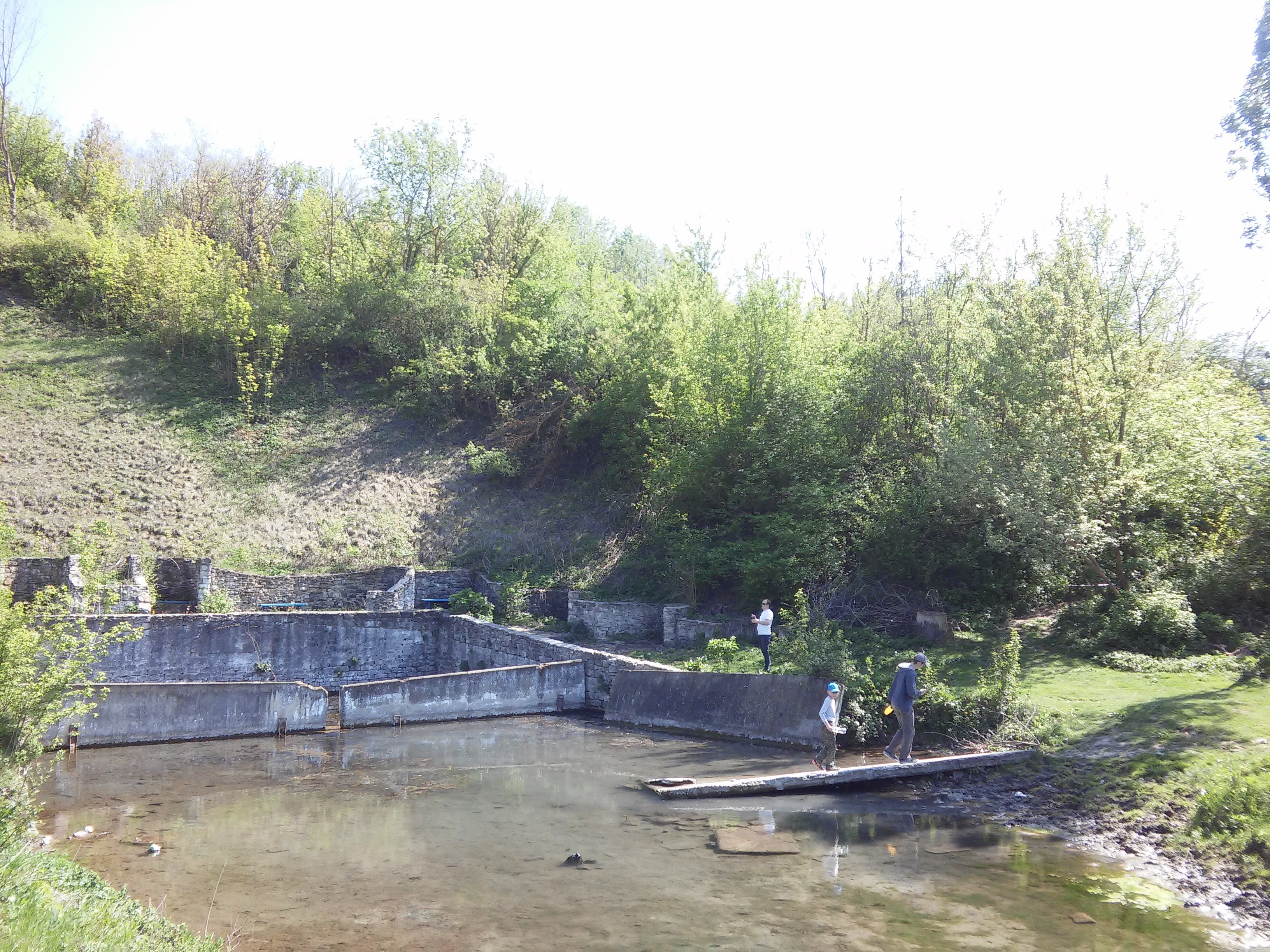
Vedere generală
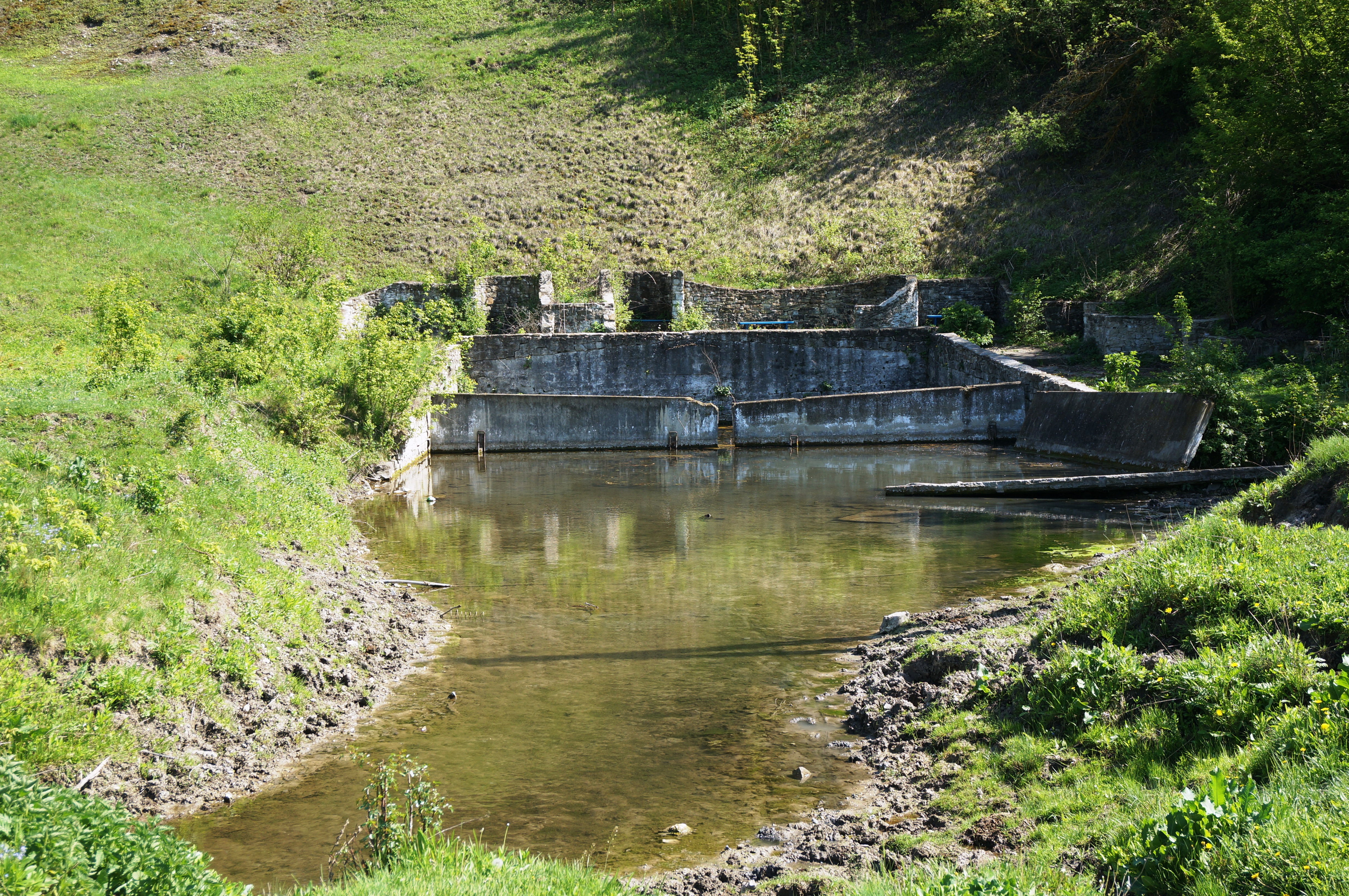
Balta din fața izvorului
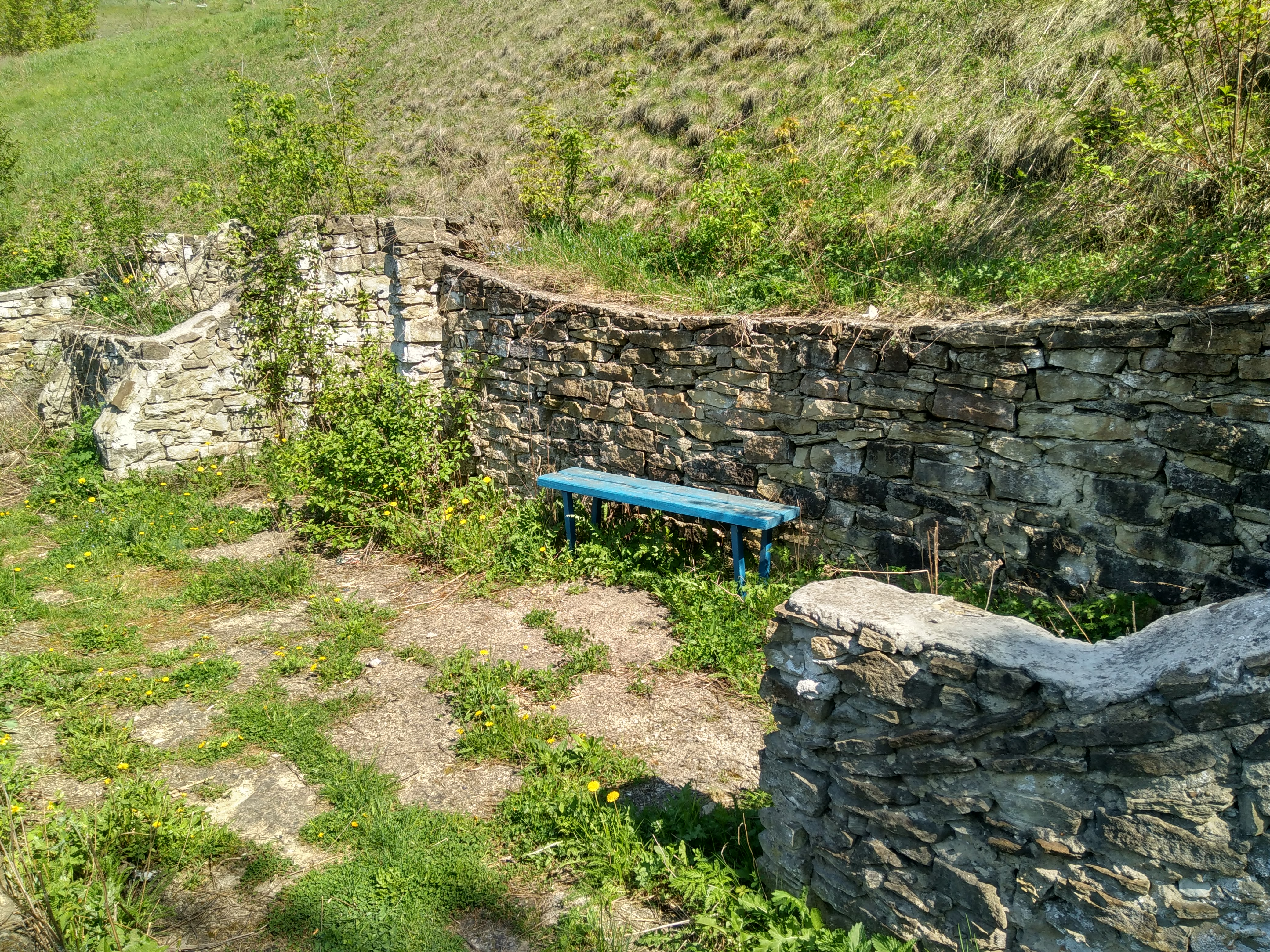
Bănci în spatele izvorului
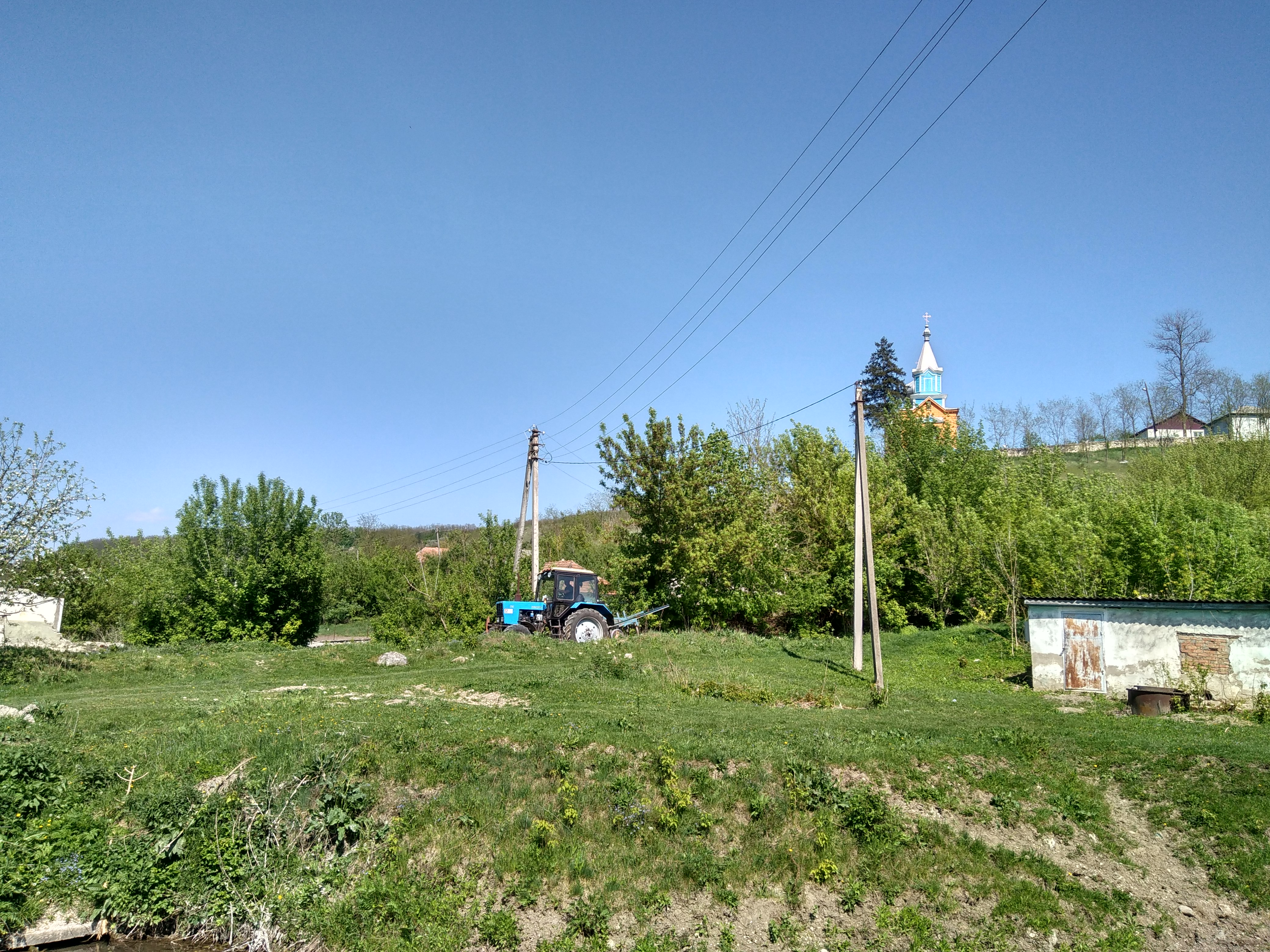
Împrejurimi
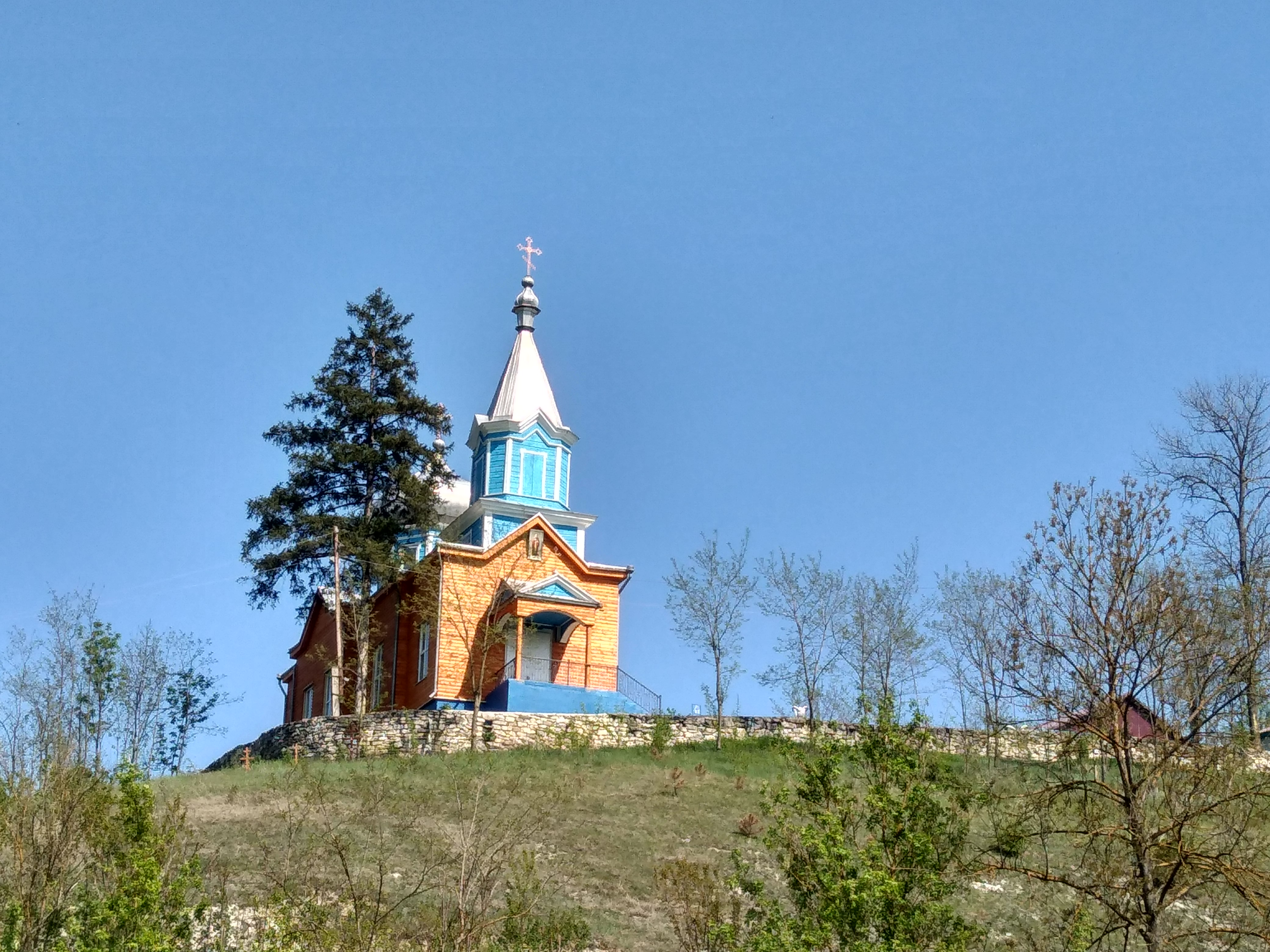
Pe colina de lângă izvor se află biserica din sat